# Новоросийск (Аляска)
 Тази статия е за историческата руска колония в Аляска.  За съвременния руски град вижте Новоросийск.  
Новоросийск (Славорусия) е руска колония на брега на залива Якутат.
Селището съществува в годините 1796 – 1805 на територията на съвременна Аляска, която е американски щат. Намирало се е на полуостров Фипс. Състояло се е седем вътрешни и пет външни постройки, извън укрепените ограждения.
Новоросийск възниква като транзитен пункт между Кадяк и други по-южни руски колонии в Северния Пасифик и в т.нар. Руска Америка. .
Селището е атакувано и унищожено от местните индианци от племето тлинкити през 1805 г., след което не е възстановявано.
През 1878 г. територията на някогашния Новоросийск е обявена за археологически паметник на САЩ. .